# Rattus baluensis
Rattus baluensis je druh hlodavce z čeledi myšovití (Muridae). Popsal jej Oldfield Thomas jako Mus baluensis v roce 1894. Jeho nejbližším příbuzným je Rattus tiomanicus.

## Výskyt
Rattus baluensis se vyskytuje pouze v oblasti Sabahu na Borneu na hoře Kinabalu v nadmořské výšce 1 524 až 3 810 metrů. K životu dává přednost zdejším horským lesům a křovinám. Podobně jako většina jeho příbuzných se dovede přizpůsobit ztrátám přirozeného prostředí. Vzhledem k tomu, že je populace stabilní a druh se vyskytuje v chráněné oblasti, jej Mezinárodní svaz ochrany přírody hodnotí jako málo dotčený.

## Mutualismus
V roce 2011 byl u tohoto druhu zjištěn mutualistický vztah s masožravou láčkovkou rádža. Masožravka má na svém víčku sladký nektar, který tvoří část potravy krys Rattus baluensis. Ty láčkovky navštěvují převážně v noci a během krmení do rostliny kálí, čímž jí za potravu poskytují důležité živiny. Podobně jako Rattus baluensis má s láčkovkou mutualistický vztah také drobný savec tana horská (Tupaia montana). Ta rostlinu navštěvuje především ve dne.